# Врбица (Чока)
Врбица (мађ. Egyházaskér) је насеље у општини Чока, у Севернобанатском округу, у Србији. Према попису из 2022. било је 141 становника.
Врбички бели лук има заштићено географско порекло од 2016. године.

## Демографија
У насељу Врбица живи 335 пунолетних становника, а просечна старост становништва износи 45,9 година (43,5 код мушкараца и 48,0 код жена). У насељу има 173 домаћинства, а просечан број чланова по домаћинству је 2,34.
Ово насеље је великим делом насељено Мађарима (према попису из 2002. године), а у последња три пописа, примећен је пад у броју становника.
|  |

| Демографија | Демографија | Демографија |
| Година      | Становника  | Становника  |
| ----------- | ----------- | ----------- |
| 1948.       | 1.214       |             |
| 1953.       | 1.363       |             |
| 1961.       | 1.220       |             |
| 1971.       | 988         |             |
| 1981.       | 654         |             |
| 1991.       | 548         | 546         |
| 2002.       | 404         | 408         |

| Етнички састав према попису из 2002.‍ | Етнички састав према попису из 2002.‍ | Етнички састав према попису из 2002.‍ | Етнички састав према попису из 2002.‍ | Етнички састав према попису из 2002.‍ |
| ------------------------------------ | ------------------------------------ | ------------------------------------ | ------------------------------------ | ------------------------------------ |
|                                      |                                      |                                      |                                      |                                      |
| Мађари                               | Мађари                               |                                      | 372                                  | 92,07%                               |
| Срби                                 | Срби                                 |                                      | 11                                   | 2,72%                                |
| Југословени                          | Југословени                          |                                      | 11                                   | 2,72%                                |
| Хрвати                               | Хрвати                               |                                      | 4                                    | 0,99%                                |
| непознато                            | непознато                            |                                      | 2                                    | 0,49%                                |

| Година пописа     | 1948. | 1953. | 1961. | 1971. | 1981. | 1991. | 2002. |
| ----------------- | ----- | ----- | ----- | ----- | ----- | ----- | ----- |
| Број домаћинстава | 343   | 411   | 389   | 321   | 252   | 227   | 173   |

| Број чланова      | 1  | 2  | 3  | 4  | 5 | 6 | 7 | 8 | 9 | 10 и више | Просек |
| ----------------- | -- | -- | -- | -- | - | - | - | - | - | --------- | ------ |
| Број домаћинстава | 48 | 69 | 26 | 17 | 8 | 3 | 2 | 0 | 0 | 0         | 2,34   |

| Пол    | Укупно | Неожењен/Неудата | Ожењен/Удата | Удовац/Удовица | Разведен/Разведена | Непознато |
| ------ | ------ | ---------------- | ------------ | -------------- | ------------------ | --------- |
| Мушки  | 158    | 30               | 112          | 7              | 9                  | 0         |
| Женски | 189    | 22               | 109          | 48             | 9                  | 1         |
| УКУПНО | 347    | 52               | 221          | 55             | 18                 | 1         |

| Пол    | Укупно                    | Пољопривреда, лов и шумарство | Рибарство                            | Вађење руде и камена | Прерађивачка индустрија       |
| ------ | ------------------------- | ----------------------------- | ------------------------------------ | -------------------- | ----------------------------- |
| Мушки  | 85                        | 60                            | 0                                    | 0                    | 0                             |
| Женски | 76                        | 64                            | 0                                    | 0                    | 0                             |
| УКУПНО | 161                       | 124                           | 0                                    | 0                    | 0                             |
| Пол    | Производња и снабдевање   | Грађевинарство                | Трговина                             | Хотели и ресторани   | Саобраћај, складиштење и везе |
| Мушки  | 0                         | 3                             | 18                                   | 0                    | 3                             |
| Женски | 0                         | 0                             | 5                                    | 2                    | 0                             |
| УКУПНО | 0                         | 3                             | 23                                   | 2                    | 3                             |
| Пол    | Финансијско посредовање   | Некретнине                    | Државна управа и одбрана             | Образовање           | Здравствени и социјални рад   |
| Мушки  | 0                         | 0                             | 1                                    | 0                    | 0                             |
| Женски | 0                         | 0                             | 2                                    | 1                    | 0                             |
| УКУПНО | 0                         | 0                             | 3                                    | 1                    | 0                             |
| Пол    | Остале услужне активности | Приватна домаћинства          | Екстериторијалне организације и тела | Непознато            | Непознато                     |
| Мушки  | 0                         | 0                             | 0                                    | 0                    | 0                             |
| Женски | 2                         | 0                             | 0                                    | 0                    | 0                             |
| УКУПНО | 2                         | 0                             | 0                                    | 0                    | 0                             |

## Галерија
- Католичка црква у селу
- Улаз у католичку цркву
- Стари млин
- Зграда месне заједнице и библиотеке
- Улица у Врбици